# 栩木伸明
栩木 伸明（とちぎ のぶあき、1958年10月20日 - ）は、日本のアイルランド文学者、翻訳家。
早稲田大学文学学術院教授。

## 人物
東京都生まれ。神奈川県立川和高等学校を経て、1982年上智大学文学部英文科卒、1987年同大学院文学研究科英文学専攻博士課程単位取得退学。白百合女子大学講師、助教授、2000年教授、2002年早稲田大学文学部教授、文学学術院教授。専攻は現代アイルランド文学・文化。妻は法政大学教授（英文学）の栩木玲子。
2014年、『アイルランドモノ語り』（で第65回読売文学賞（随筆・紀行賞）受賞。

## 著書
- 『卒論を書こう テーマ探しからスタイルまで』（三修社） 1995
- 『アイルランドのパブから 声の文化の現在』（日本放送出版協会、NHKブックス）1998
- 『アイルランド現代詩は語る オルタナティヴとしての声』（思潮社） 2001
- 『声色つかいの詩人たち』（みすず書房） 2010
- 『アイルランド紀行 ジョイスからU2まで』（中公新書） 2012
- 『アイルランドモノ語り』（みすず書房） 2013
- 『世界文学の名作を「最短」で読む 日本語と英語で味わう50作』（編訳、筑摩書房、筑摩選書）2021 - 対訳テキスト
- 『ダブリンからダブリンへ』（みすず書房） 2022
- 『ポール・サイモン全詞集を読む』（国書刊行会）2023 - 下記の副読本

## 翻訳
- 『ヴァチカン 美術館・市国・サン・ピエトロ大聖堂』（ミュージアム図書） 1992
- キアラン・カーソン『琥珀捕り』（東京創元社） 2004、創元ライブラリ 2021
- J・M・シング『アラン島』（みすず書房、大人の本棚） 2005、単行新版 2019
- コラム・マッキャン『ゾリ』（みすず書房） 2008
- サイモン・アーミテージ『キッド』（四元康祐共訳、思潮社） 2008
- キアラン・カーソン『シャムロック・ティー』（東京創元社） 2009
- キアラン・カーソン『トーイン　クアルンゲの牛捕り』（東京創元社） 2011、創元ライブラリ 2020
- コルム・トビーン『ブルックリン』（白水社、エクス・リブリス） 2012
- ブルース・チャトウィン『黒ヶ丘の上で』（みすず書房） 2014
- コルム・トビーン『マリアが語り遺したこと』（新潮社、クレスト・ブックス） 2014
- ウィリアム・バトラー・イェイツ『赤毛のハンラハンと葦間の風』（平凡社） 2015
- ウィリアム・バトラー・イェイツ『ジョン・シャーマンとサーカスの動物たち』（平凡社） 2016
- コルム・トビーン『ノーラ・ウェブスター』（新潮社、クレスト・ブックス） 2017
- 『ポール・サイモン全詞集 1964-2016』（国書刊行会） 2023
- ジョセフ・オコーナー『シャドウプレイ』（東京創元社） 2024

### ウィリアム・トレヴァー
- ウィリアム・トレヴァー『聖母の贈り物』（国書刊行会、短篇小説の快楽）2007
- 『アイルランド・ストーリーズ』（ウィリアム・トレヴァー、国書刊行会） 2010
- 『異国の出来事』（ウィリアム・トレヴァー、国書刊行会） 2016
- 『ふたつの人生』（ウィリアム・トレヴァー、国書刊行会） 2017
- 『ラスト・ストーリーズ』（ウィリアム・トレヴァー、国書刊行会） 2020